# Rurey
Rurey é uma comuna francesa na região administrativa de Borgonha-Franco-Condado, no departamento de Doubs. Estende-se por uma área de 14,77 km². Em 2010 a comuna tinha 350 habitantes (densidade: 23,7 hab./km²).